# 赛美蓉

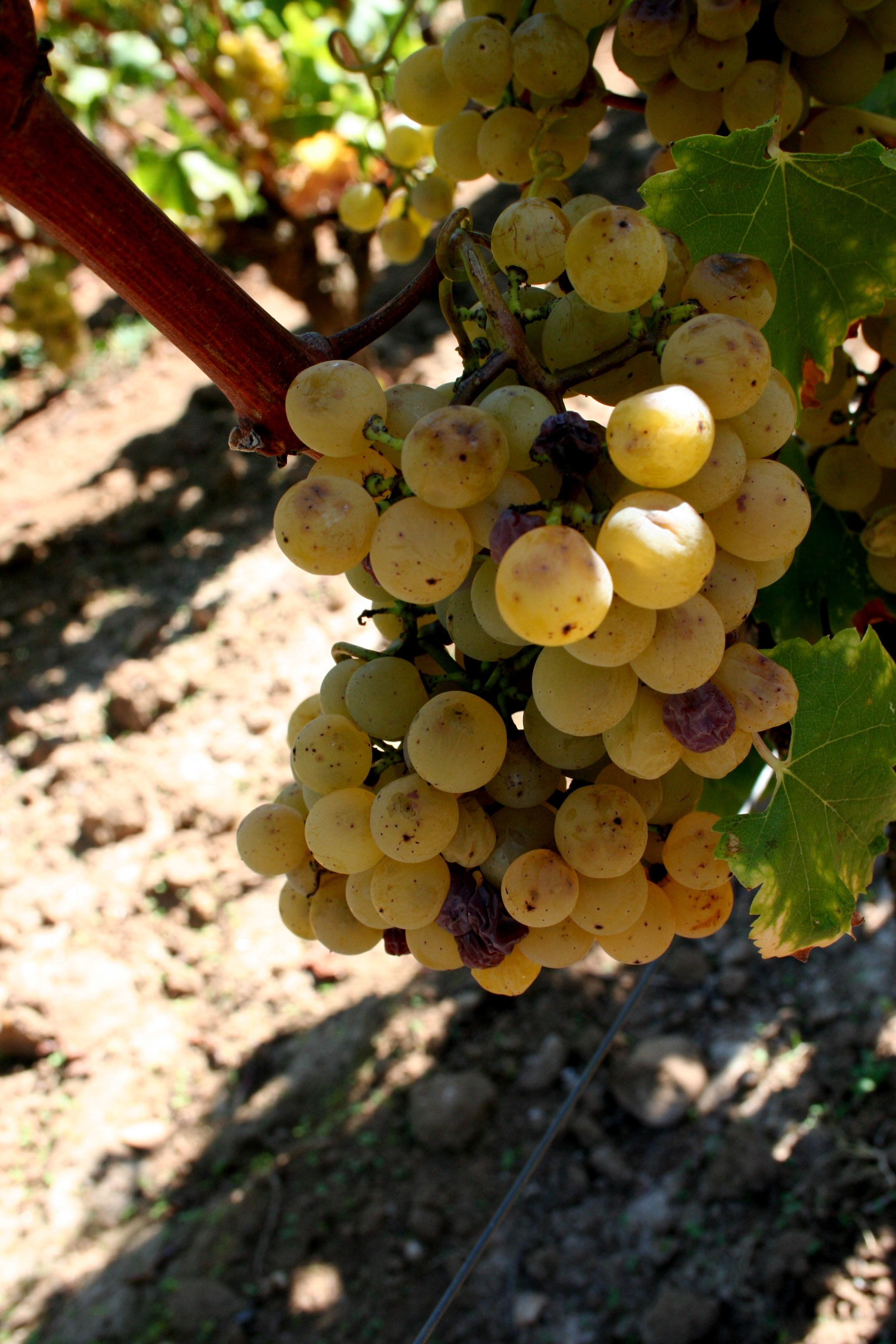
开始感染贵腐菌的赛美蓉葡萄（摄于法国波尔多苏玳产区）

赛美蓉（法語：Sémillon，音譯為賽美蓉或榭密雍）是原产自法国波尔多地区的白葡萄品种。其表皮呈金黄色，可用于酿造干型与甜型白葡萄酒。赛美蓉在世界各地均有种植，其中尤以法国与澳洲为最佳产地。
在法国波尔多佩萨克-莱奥尼昂等产区所酿造的干白葡萄酒中，赛美蓉常作为次要葡萄品种与长相思等相调配。而在苏玳等产区所产的甜白葡萄酒中，则以感染贵腐菌的赛美蓉为主导。
除了原产地法国以外，赛美蓉在新世界的澳洲也表现出众，尤以猎人谷所产的赛美蓉白葡萄酒最为知名。除用于酿造单一品种葡萄酒外，赛美蓉在澳洲也常与霞多丽一同调配。